# Вилли-Бокаж
Вилли́-Бока́ж (фр. Villy-Bocage) — коммуна во Франции, находится в регионе Нижняя Нормандия. Департамент коммуны — Кальвадос. Входит в состав кантона Вилле-Бокаж. Округ коммуны — Кан.
Код INSEE коммуны — 14760.

## Население
Население коммуны на 2010 год составляло 772 человека.
| 1962 | 1968 | 1975 | 1982 | 1990 | 1999 | 2010 |
| ---- | ---- | ---- | ---- | ---- | ---- | ---- |
| 385  | 373  | 384  | 585  | 646  | 624  | 772  |

## Экономика
В 2010 году среди 507 человек трудоспособного возраста (15—64 лет) 375 были экономически активными, 132 — неактивными (показатель активности — 74,0 %, в 1999 году было 70,4 %). Из 375 активных жителей работали 357 человек (187 мужчин и 170 женщин), безработных было 18 (4 мужчины и 14 женщин). Среди 132 неактивных 47 человек были учениками или студентами, 55 — пенсионерами, 30 были неактивными по другим причинам.